# Esquirol de Berdmore
L'esquirol de Berdmore (Menetes berdmorei) és una espècie de rosegador de la família dels esciúrids. Viu a Cambodja, la Xina, Laos, Myanmar, Tailàndia i el Vietnam. S'alimenta de grans. El seu hàbitat natural són els boscos i les seves zones limítrofes. És una espècie en risc mínim, és a dir, no sembla que hi hagi cap amenaça significativa per a la seva supervivència.
Aquest tàxon fou anomenat en honor del capità Thomas Matthew Berdmore.